# Gabriel Popescu (balerin)

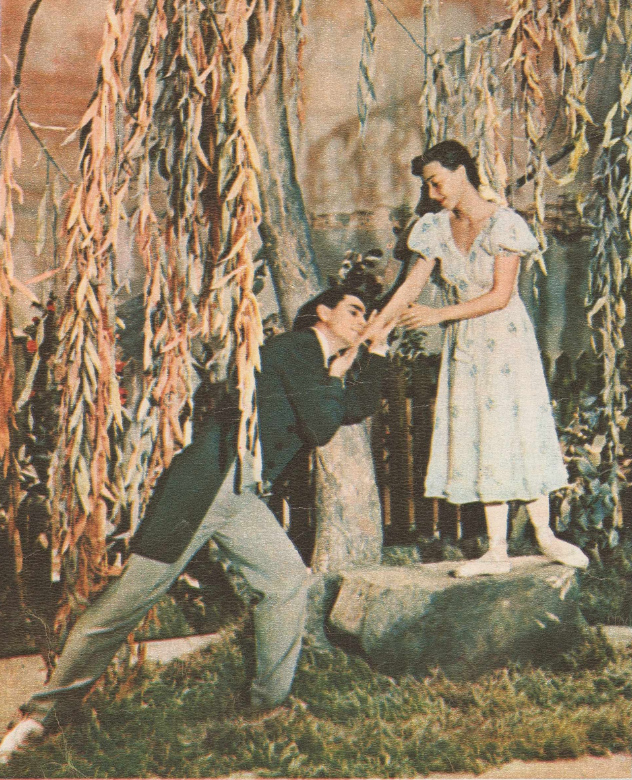
Gabriel Popescu și Irinel Liciu

Gabriel Popescu (n. 15 martie 1932, București, România – d. 24 octombrie 2004, București, România) a fost prim-balerin al Operei din București apreciat ca fiind cel mai mare balerin român din perioada postbelică.

## Biografie
A fost elevul maestrei de balet Floria Capsali. În 1948 a fost angajat al operei din București. Din 1949 până în 1965 a dansat alături de Silvia Irinel Liciu (soția lui Ștefan Augustin Doinaș).
Primește medalia de aur la competiții internaționale de balet din Berlin și Varșovia. 
În sezonul 1955-1956 Irinel  Liciu și Gabriel Popescu a dansat în opera Fantana din Bakhchisaray dirijată de Sergiu Comissiona. Acest moment reprezintă debutul lui Comissiona ca dirijor de operă.
În 1958 a jucat în filmul Balerina în regia lui Mihai Bucur. 
În 1959 a fost condamnat datorită orientării sale sexuale.
În 1964 a primit la Moscova Premiul întâi pentru un excepțional pas-de-deux din Don Quijote unde a avut-o ca parteneră pe Larisa Șorban, pe atunci cea mai buna balerină a baletului din Cluj.
În 1965 Gabriel Popescu aflat într-un turneu în Franța a rămas la Paris unde, împreună cu Stere Popescu, a cerut azil politic.
A fost dansator principal, coregraf și maestru de balet la Opera din Zürich și din 1975 la Opera din Berlin.
Din 1978 a fost profesor de balet în Italia la școala din Reggio Emilia.
A activat la opere faimoase ca Opera din Roma, Teatro alla Scala,  Arenele din Verona. Intructor personal al unor dansatori renumiți ca Marcia Haydée, Gheorghe Iancu și prima balerină Carla Fracci (careia i-a fost și partener de scenă).
După ’90 s-a întors în România. 
A fost decorat cu Ordinul național Steaua României, în grad de Cavaler.
Pentru o perioadă scurtă de timp a instruit compania de balet a Operei din București.

## Distincții
- titlul de Artist emerit al Republicii Populare Romîne (30 decembrie 1957) „cu prilejul împlinirii a 10 ani de la proclamarea Republicii Populare Romîne și pentru merite deosebite în activitatea cultural-artistică”[25]